# Putna
Putna é uma comuna romena localizada no distrito de Suceava, na região de Bucovina. A comuna possui uma área de 133.70 km² e sua população era de 3751 habitantes segundo o censo de 2007.